# Ashley Clarke
Pas d'image ? Cliquez ici

a Compétitions nationales et continentales officielles uniquement.

Dernière mise à jour le 4 août 2019.
 Ashley Michau Clarke, surnom Bossie, né le 12 février 1982 au Cap en Afrique du Sud, est un joueur sud-africain de rugby à XV évoluant au poste de troisième ligne aile (1,82 m pour 106 kg). 

## Carrière
- 2001-2004 : Western Province (-19 ans,–21 ans, Currie Cup)
- 2005 : SWD Eagles (Currie Cup)
- 2006 : Leopards (Currie Cup)
- 2006-2010 : Racing Métro 92 (Pro D2 et Top 14)
- 2010-2013 : Massy (Fédérale 1 et Pro D2)

## Palmarès
- SA -19 ans Provincial Champion [2001]
- Champion de France en Pro D2 [2009]